# Стучевський Йоахим Калманович
Йоахім Калманович (Иехояхин, Йоахим Клементович) Стучевський (7 лютого 1891, Ромни, Полтавська губернія — 14 листопада 1982, Тель-Авів) — український та ізраїльський композитор, віолончеліст, музикознавець та музично-громадський діяч.

## Біографія
Йоахим Стучевський народився в Ромнах (Полтавська губернія Російської імперії) в родині спадкових клезмерів. Його батько Калман-Лейб Стучевський був кларнетистом. Йоахим, як і його молодший брат Семен (в майбутньому піаніст, Народний артист РРФСР), з дитинства почав навчатися музиці і незабаром вже грав у клезмерських ансамблях зі своїм батьком. Почавши в п'ять років зі скрипки, надалі Йоахим перейшов на віолончель. У Херсоні, куди у 1903 році переїхала його родина, він брав уроки гри на віолончелі у А. В. Кузнєцова (учня К. Ю. Давидова) і у А. А. Лукиніча. З 1909 року навчався у Лейпцизькій консераторії в Юліуса Кленгеля, закінчивши навчання у 1912 році.
По закінченні консерваторії Стучевський залишився в Німеччині, щоб уникнути військової служби. Він грав в Єнському струнному квартеті (разом з Олександром Шайхетом) і в місцевому симфонічному оркестрі, а після початку Першої світової війни йому довелося, як російському підданому, виїхати з Німеччини до Швейцарії, де він до 1924 року викладав у Цюриху. Під час перебування в Цюриху він працював над підручником віолончельної гри, що став згодом одним з основних підручників XX століття по цьому інструменту (зокрема, російський переклад перших двох томів вийшов у Москві в 1934-35 роках). Крім викладання, він також давав концерти як соліст і в складі камерних колективів. У ці роки він почав співпрацювати з Товариством єврейської народної музики, даючи лекції і концерти єврейської музики.
У 1924 році Стучевський переїхав до Відня. Там він став учасником Віденського струнного квартету (інакше відомого як Квартет Колиша), який першим виконував твори авторів Нової віденської школи (Шенберга, Берга, Веберна). Він також був членом Віденського тріо та Віденського дуету, де його партнером був піаніст Фрідрих Вюрер. У Відні Стучевський став організатором місцевого Товариства єврейської музики, а також сіоністської газети «Die Stimme». Він приділяв значну увагу вивченню єврейського фольклору, написавши в ці роки ряд творів, в яких поєднувалися єврейські фольклорні мотиви і традиційні європейські музичні форми. Серед творів цього періоду були «13 єврейських народних мелодій» (1924) і «Єврейська пісня» (1937) для віолончелі і фортепіано, «Чотири єврейських танці» (1929) і «Палестинські ескізи» (1931) для фортепіано, та інші роботи.
У 1938 році, напередодні аншлюсу Австрії нацистською Німеччиною, Стучевський з дружиною Юлією, співачкою-сопрано, втік з Відня в Палестину. Там він став інспектором Національної ради (Ваад Леумі) єврейського ішува у справах музичної освіти, а також вів викладацьку роботу і давав концерти в містах та єврейських сільськогосподарських поселеннях. Окрім сольних виступів, він створив з Йосипом Камінським, концертмейстером скрипок Ізраїльського філармонічного оркестру, струнний квартет, а також виступав з піаністом Міхаелем Таубе. Концерти в різних населених пунктах часто організовувалися за його рахунок.
Напередодні створення Держави Ізраїль і після її заснування Стучевський продовжував роботу по збору єврейського фольклору. В першу чергу його цікавили хасидські мелодії. У 1946 році він випустив збірник «Народні пісні», у 1950 році — «120 хасидських мелодій», а на початку 70-х років — три томи «Хасидських наспівів». У 1959 році в Тель-Авіві вийшли його наукові праці, присвячені клезмерам і музичному фольклору євреїв Східної Європи. Він також продовжував складати власні твори, переважно залишаючись в рамках малих форм і зберігаючи вірність пізноромантичному стилю, який він так і не проміняв на нові віяння. Серед робіт великих жанрів цього періоду — кантата «Пісня світлої скорботи» на слова Шлойме Шенхуда, присвячена бійцям Війни за незалежність (1957); симфонічні поеми «Цфат» (1960) та «Ізраїль» (1964; премія Ізраїльського філармонічного оркестру); сюїти для віолончелі та фортепіано («Ізраїльська», 1942; «Хасидська», 1946). Останньою його роботою стали написані у 1982 році «Чотири єврейські мелодії». Його перекладення для віолончелі класичних фортепіанних творів отримали особливу популярність і увійшли у сучасний світовий віолончельний репертуар. У перші десятиріччя після заснування Ізраїлю Стучевський також видав низку навчально-педагогічних робіт для молодих музикантів.

## Основні твори
Список наводиться по біографічній довідці, складеній проф. Єгоашем Гиршбергом.

### Оркестрові твори
- Концертіно для віолончелі з оркестром (1957)
- «До юності» (1958)
- Фантазія для гобоя, арфи і струнного оркестру (1959)
- Концертанте для флейти та струнного оркестру (1963)

### Камерна музика
- «Боже, навіщо ти нас залишив» для віолончелі та фортепіано (1923)
- «Чотири єврейських танця» для фортепіано (1929)
- «Хасидський танець» для фортепіано (1934)
- «Види Ізраїлю» для фортепіано (1950)
- «Кадиш» для віолончелі та фортепіано (1957)
- «Композиція» для віолончелі (1970)
- «Ізраїльська сюїта» для віолончелі та фортепіано (1977)

### Вокальна і хорова музика
- «Пісня для мого серця» (сл. М. Штекеліс, 1954)
- «Горянка» (сл. У. Офека, 1955)
- «П'ять пісень» (1955)
- «Герцль» (сл. А. Бройдеса, 1956)

## Визнання заслуг
За час післявоєнної діяльності Йоахім Стучевський був удостоєний низки ізраїльських і міжнародних нагород. У 1963 році він отримав Премію імені П'ятигорського, яка вручається Міжнародною асоціацією віолончелістів в Нью-Йорку. Серед ізраїльських нагород Стучевського — три Премії імені Енгеля (1951, 1959 і 1965) і премія Асоціації композиторів, авторів і музичних видавців в Ізраїлі (АКУМ, 1973).